# Maksimilijan Franc Avstrijski
Maximilian Franz Xaver Joseph Johann Anton de Paula Wenzel von Österreich (Maksimilijan Franc Ksaver Jožef Janez Anton od Pavle Wenzel Avstrijski), * 8. december 1756, Dunaj, † 27. julij 1801, Hetzendorf pri Dunaju
Kot avstrijski nadvojvoda Maksimilijan Franc II. je bil od leta 1780 veliki mojster nemškega viteškega reda in med leti 1784 in 1801 volilni knez in nadškof volilnega okrožja in nadškofije Köln, kakor tudi knezoškof Münstra.

## Delovanje
Nanj je vplivalo razsvetljenstvo in si je prizadeval za prenovitve na različnih političnih področjih. Na začetku Napoleonskih vojn so bila območja na levem bregu Rena okupirana in kasneje vključena v Francijo. Maksimilijan Franc sekularizacija in s tem konca volilne države ni dočakal.